# Defendor
Pour plus de détails, voir Fiche technique et Distribution.
Defendor est un film canado-américano-britannique réalisé en 2009, par Peter Stebbings. D'abord sorti en salles en 2010, de façon limitée aux États-Unis et au Canada, il sortira deux mois plus tard, après cette sortie en salles, en vidéo, dans ces mêmes pays ainsi qu'en France et en Allemagne.

## Synopsis
Arthur Poppington est un homme légèrement attardé, qui le soir, se déguise en Defendor, un super-héros qui combat le crime. Il traque notamment Capitaine Industrie, qui pratique des activités illégales dont le trafic de drogue et le réseau de prostitution. Un jour, il se lie d'amitié avec Kat Debrofkowitz, jeune prostituée accro à la drogue, en la sauvant soi-disant d'un client, qui s'avère être un flic, Dooney. Ce dernier s'avère être aussi un drogué, mais également un ripou, s'acoquinant avec Kristic, un trafiquant. Kat aide Arthur dans sa « quête » et va, au fil du temps, se lier d'amitié avec ce personnage. Mais la justice veut qu'il arrête ses activités et Kristic veut qu'Arthur soit tué après s'être fait espionner.

## Fiche technique
- Titre : Defendor
- Réalisation et scénario : Peter Stebbings
- Producteur : Nicolas Tabarrok
- Producteur associé : Leah Jaunzems
- Producteurs exécutifs : Tim Brown, Sean Buckley, Leah Jaunzems, John N. Kozman, Tim Merkel et Mark Slone
- Musique : John Rowley
- Directeur de la photographie : David Greene
- Montage : Geoff Ashenhurst
- Distribution des rôles : Sara Kay, Nancy Klopper et Jenny Lewis
- Création des décors : Oleg M. Savytski
- Direction artistique : Anthony A. Ianni
- Création des costumes : Gersha Phillips
- Directeur de production : Daniel Bekerman
- Format : 2.35:1 - 35mm - Couleur
- Genre : Comédie dramatique
- Pays :  Canada,  États-Unis,  Royaume-Uni
- Durée : 95 minutes
- Dates de sortie en salles : 
  -  Canada : 12 septembre 2009 (Toronto International Film Festival), 5 décembre 2009 (Whistler Film Festival), 19 février 2010 (sortie limitée)
  -  États-Unis : 26 février 2010 (sortie limitée)
- Dates de sortie en vidéo :
- Canada et  États-Unis: 13 avril 2010 (première DVD)
- France : 11 mai 2010 (première DVD)
- Allemagne : 20 mai 2010 (première DVD)

## Distribution
- Woody Harrelson (VF : Jérôme Pauwels) : Arthur Poppington / Defendor
- Elias Koteas (VF : Pascal Germain) : Chuck Dooney
- Michael Kelly (VF : Alexis Victor) : Paul Carter
- Sandra Oh (VF : Yumi Fujimori) : Dr. Ellen Park
- Kat Dennings (VF : Dorothée Pousséo) : Kat Debrofkowitz
- Clark Johnson (VF : Frantz Confiac) : Captain Fairbanks
- Lisa Ray : Dominique Ball
- A.C. Peterson (VF : Vincent Grass) : Radovan Kristic
- Kristin Booth : Wendy Carter
- Charlotte Sullivan : Fay Poppington
- Tony Nappo : Biker Cliff
- Ron White : Judge Wilson
- Dakota Goyo : Jack Carter

## Autour du film
- Le film fut tourné en Ontario.
- L'acteur Elliot Page (Juno et Inception) a été selon la rumeur pressenti pour jouer dans le film[1]. Finalement, il sera dans un film similaire ; Super de James Gunn.